# Shizoe
Shizoe (* 28. Januar 1978 in Passau; bürgerlich Stefan Dippl) ist ein deutschsprachiger Rapper und Sänger.

## Biografie
Stefan Dippl wuchs als Sohn eines Pfarrers in einer siebenköpfigen Familie in Bayern auf. Als er acht Jahre alt war, zog seine Familie nach Berlin-Tempelhof. Nach eigenen Aussagen wurde er sehr streng und religiös erzogen. Vor seiner Zeit als Rapper sang er im Chor. Im Alter von 18 Jahren rappte er als einer von zwei Rappern in einer Crossover-Band. Die Band spielte Hip-Hop, Soul und auch Techno und bestand aus fünf Mitgliedern, von denen zwei rappten – einer auf Englisch und der andere, Stefan Dippl alias Shizoe, auf Deutsch. Sie tourten durch Europa und hatten Auftritte in den USA, trennten sich allerdings nach einiger Zeit, weil die Differenzen innerhalb der Gruppe ein gutes Fortbestehen nicht mehr zuließen. Shizoe entschloss sich danach, zusammen mit dem ehemaligen Bandkollegen Dan ein Rap-Album aufzunehmen.
Im Alter von 19 Jahren beendete er sein Abitur am Canisius-Kolleg Berlin, bevor er anschließend seinen Wehrdienst absolvierte. 1998 startete er ein Studium als Informatiker an der Technischen Universität Berlin. Dieses unterbrach er 2004, da die Tätigkeit als praktizierender Softwareentwickler und Musiker ihm das zusätzliche Studieren nicht möglich machten.
Zur Zeit der Trennung der Crossover-Band bestand bereits die Freundschaft zwischen ihm und dem Rapper Fler des Berliner Labels Aggro Berlin. Ihn lernte er kennen, da Fler im selben Haus wie Shizoes damalige Freundin wohnte. Allerdings verloren sich die beiden mit der Zeit aus den Augen und sahen sich erst, als Shizoe zusammen mit Dan am akA Berlin-Album arbeitete, auf einem S-Bahnhof wieder. Da sie beide rappten, beschlossen sie, den Song Schwarz/Weiß zusammen aufzunehmen. Shizoe war Co-Produzent des Albums Shizoe und Dan: akA Berlin – Aus kritischen Augen. AkA sind Shizoe und sein Chef und Labelkollege Dan. In einem Interview sagte Shizoe, dass Dan Records kein Label im eigentlichen Sinne war, sondern lediglich dazu diente, die CD zu veröffentlichen.
Er ist oft Background-Rapper und -Sänger bei Auftritten und Touren des Rappers Fler. Zudem unterstützte er den Rapper Sido (ebenfalls vom Berliner Aggro-Berlin-Label) bei dessen Auftritt beim Bundesvision Song Contest als Backgroundsänger. Sido und Shizoe nahmen zudem zusammen den Song Geblendet vom Licht auf, welcher auf der Single zum Song Blinded by the lights von The Streets erschien. Einem breiteren Publikum wurde der Sänger und Rapper durch den Refrain bekannt, den er für den Song Wir bleiben stehen von Fler 2006 sang. Das Video zu dem Track lief häufig auf dem Musiksender VivaPlus, obwohl es ursprünglich als „Untergrundvideo“ geplant war.
2006 wurde Shizoe erstmals Vater. Sein Sohn ist wie auch die Tochter von B-Tight im Video zu Sidos zweiter Singleauskoppelung Ein Teil von mir aus dem Album Ich zu sehen. Im April 2009 nahm er erneut sein Studium zum Informatiker auf und beendete dies im März 2010 mit seiner Diplomarbeit Marker-less Identification of Interactive Devices on Multi-Touch Surfaces.
Im Juli 2013 veröffentlichte Shizoe das Album Ein bisschen Shizoe, das er bereits 2010 angekündigt hatte. Es ist nur digital über seine Webseite verfügbar und enthält Gastbeiträge von Sido, Fler, B-Tight und Doreen.

## Diskografie
Alben
- 2002: Aus kritischen Augen
- 2013: Ein bisschen Shizoe

Singles
- 2005: Geblendet vom Licht (feat. Sido)

Freetracks
- 2003: Eine Hand + Video
- 2005: Shizoe rappt nicht mehr
- 2007: Nummer Eins (feat. Fler)
- 2007: Meine Biographie